# Sunil K. Agrawal
Sunil K. Agrawal (1963) é um roboticista indiano, professor da Fu Foundation School of Engineering and Applied Science da Universidade Columbia.
Recebeu o Prêmio Mecanismos e Robótica de 2016.